# Maybach HL 230 P30
Il Maybach HL 230 P30 fu un motore a benzina installato su diversi modelli di mezzi corazzati della Germania nazista (Panzer V Panther, Jagdpanzer V Jagdpanther, Panzer VI Tiger II, Jagdpanzer VI Jagdtiger).

## Caratteristiche tecniche
Il motore, un 12 cilindri a V di 60° raffreddato a liquido, aveva una cilindrata di 21 353 cm³ in grado di sviluppare una potenza di 700 hp (522 kW) a 3 000 giri/min, abbastanza per far raggiungere ad un carro del peso di 69 tonnellate come il Tiger II la ragguardevole velocità di 40 km/h.

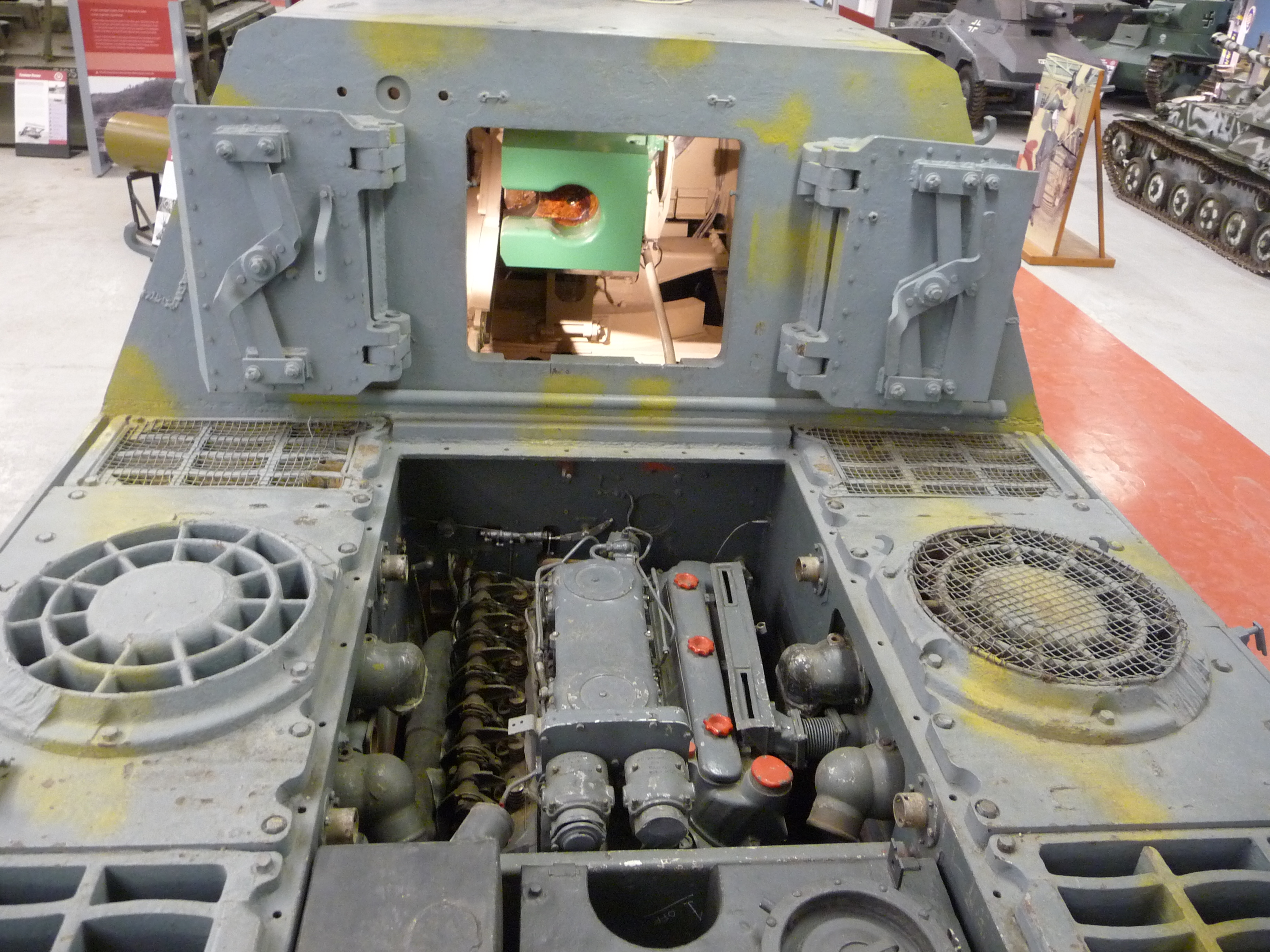
Il motore montato su uno Jagdtiger